# 白日夢我
《白日夢我》（英語：You Are Desire），是一部2023年中国大陆校園青春愛情劇。该剧由稻草熊影業、簏來文化聯合出品，改編自棲見的同名小說《白日夢我》，由鄧珂执导，莊達菲、周翊然、陳鶴一、范詩然、邊天揚、王川、廖銀玥等主演，讲述校霸沈倦與轉學生林語驚的校園青春與長大的故事。該劇於2023年8月12日在芒果TV首播，9月5日收官。

## 播放平台
| 頻道/影音  | 所在地   | 播出日期      | 播出時間 |
| ---------- | -------- | ------------- | --- |
| 芒果TV     | 中国大陆 | 2023年8月12日 | 會員首更6集，連更6天，每周一周二18:00更新2集、周三周四18:00更新1集。 非會員首更2集，連更6天，之後每週一至週四18:00更新1集，9月6日起每晚18:00更新2集。 |
| 湖南衛視   | 中国大陆 | 2023年8月30日 | 每周一至周四20:00於金鷹獨播劇場播出 |
| LINE TV    | 臺灣     | 2023年8月12日 | 週一至週四18:00更新 |
| 港台電視31 | 香港     | 2024年7月25日 | 周一至五下午21:35國劇夜場 |

## 劇情簡介
原本在懷城讀書的林語驚被半哄半騙的轉學至浦城，認識了同桌校霸沈倦，外表看似冷酷的沈倦內心其實很溫暖。林語驚與沈倦的高中、大學生活圍繞在浦城，以及相識的起點——清河銀飾，不僅成為對方人生重要的人，也認識許多朋友，更支持彼此夢想、共同面對迷惘與困境。這段時間，大家皆面臨親情、學業與夢想各種困難，但依舊陪在彼此身邊，執起彼此的手共赴未來。

## 演員列表

### 主要演員
| 演員                    | 角色   | 介紹 | 粵語配音              |
| 莊達菲 （童年：李歡洋） | 林語驚 | 轉學生學霸 因父母離異轉學至荔櫻中學高二10班，外表堅強內心柔軟、喜歡行俠仗義，從小照顧自己。到了新家庭面對繼母與繼兄，原本不適應的她遇上一群好朋友，其中之一是校霸、隱藏學霸沈倦，同時是清河銀飾店的老闆。和沈倦約好一起考上浦大，但沒多久被媽媽再次轉學被迫離開，後在大學再次重逢，跟沈倦在一起。                                               | 廖欣怡                |
| 周翊然 （童年：肖添仁） | 沈倦   | 林語驚同桌、校霸、銀飾店老闆 林語驚的同桌，人稱「倦爺」的留級生，表面清冷實則溫柔細膩，成績也位居校排前十、物理滿分還曾榮獲男子25米手槍速射金牌，是隱藏的學霸。兒時母親去世、父親在國外的他由舅舅撫養，在清河銀飾半工半讀照顧生病的舅舅，整日桀驁不馴。林語驚的出現是第一位不帶成見待他的人，也為沈倦的生活增添色彩與重拾夢想，跟林語驚在一起。 | 陳曉嵐 （童年：簡森） |
| 陳鶴一                  | 傅明修 | 林語驚繼兄 林語驚的繼兄，認真且毒舌的律師，口才極佳很有能力，卻自恃甚高，偶爾會幼稚，但遇上事情會專注投入。林語驚初入關家時相看兩厭，實際上是傲嬌妹控，跟顧夏在一起。 |                       |
| 范詩然                  | 顧夏   | 林語驚閨蜜 是林語驚同班同學，班上的文體委員。家境優渥、個性熱情不記仇，偶爾驕縱，常常找徐如意麻煩但是非分明。但與林語驚一樣父母缺席童年，漸漸與林語驚走近，跟傅明修在一起。 | 陳琴雲                |
| 邊天揚                  | 王一揚 | 沈倦死黨 沈倦好朋友，不好學習、夢想是成為饒舌歌手，頭腦機靈是氣氛製造者，很享受逗樂大家的歡樂感，和沈倦的關係是既依賴又佩服、更是沈倦的粉絲。一開始並不喜歡林語驚，之後卻成為林語驚與沈倦的CP粉。 | 潘昀雋                |
| 王川                    | 何松南 | 沈倦死黨 同為沈倦好友，是將要高考的高三生。家境富裕有農場，也是社交高手，表面上直率大咧咧，實則通情達理、通曉人情世故。人生幾乎無煩惱，每天快樂過日子，跟徐如意在一起。 | 黃文軒                |
| 廖銀玥                  | 徐如意 | 林語驚同班同學、室友 是林語驚的同學與室友，家境並不富裕、小縣城出身，性格自卑膽小，想透過學習改變命運，因而被嘲「學習機器」。上大學後逐漸找回自信，並在自己喜愛的領域中發光發熱，跟何松南在一起。 | 李索真                |

### 其他演員
| 演員   | 角色   | 介紹                                                                                 | 粵語配音 |
| 錦超   | 聶星河 | 洛清河徒弟，後對沈倦心生妒嫉，兒時的冷漠成長環境導致缺乏溫情，卻又需要愛。           |          |
| 曾黎   | 林芷   | 林語驚生母，从小不在意林语惊情况只在意他学习。一开始不同意沈倦和林语惊在一起后来接受 | 張惠雯   |
| 于謹維 | 孟偉國 | 林語驚生父。                                                                         | 何偉誠   |
| 張棪琰 | 關向梅 | 林語驚繼母。                                                                         | 簡森     |
| 馬思超 | 陸耀   | 林語驚好友。                                                                         |          |
| 張曉晨 | 洛清河 | 沈倦小舅舅。                                                                         | 黃榮璋   |
| 劉杰毅 | 李林   | 林語驚同學、生活委員。                                                               |          |
| 趙紫沫 | 李詩琪 | 顧夏好友。                                                                           | 簡森     |
| 方文強 | 劉福江 | 荔櫻中學高二10班班主任。                                                             | 簡懷甄   |
| 姬晨牧 | 沈伯安 | 沈倦父親。                                                                           |          |
|        | 沈母   | 沈倦母親。                                                                           | 陳琴雲   |
| 王錚   | 洛清國 | 沈倦大舅舅。                                                                         | 何偉誠   |
| 林鵬   | 馮立   | 洛清河師兄、立風珠寶創辦人                                                           |          |
| 王晗簏 | 夏老師 | 高二10班英語老師。                                                                   | 張惠雯   |
| 葉琛   | 顧醫生 | 洛清河主治醫師。                                                                     |          |
| 孫大衞 | 王父   | 王一揚父親。                                                                         |          |
| 張星禾 | 小蘑菇 | 林語驚大學室友。                                                                     | 簡森     |
| 鄧景文 | 李雯雯 | 林語驚大學室友。                                                                     | 張惠雯   |
| 霄宇   | 雷振聲 | 浦城大學射擊隊教練。                                                                 | 何偉誠   |
| 徐新馳 | 容懷   | 沈倦射擊隊學弟                                                                       |          |

## 幕后製作
2022年4月29日，校園青春愛情劇《白日夢我》在三亞開機。同年7月30日，由芒果TV、稻草熊影業，簏來文化聯合出品的校園青春愛情劇《白日夢我》正式殺青

## 爭議
2019年7月棲見出版的《白日夢我》被《撒野》（作者巫哲）與《偽裝學渣》（作者木瓜黃）讀者們認為抄襲，認為有抄襲的讀者主張，儘管校園劇情很大眾，但不少內容的人設與特徵都很相似，許多特色梗也都有跡可循（融梗多達幾十處）；而認為沒有抄襲的讀者則稱，三部小說的主題雖皆為校園劇，但《白》是輕鬆活潑小甜文、《撒》則為主角互相救贖，氣氛較沉重、《偽》是成長故事的搞笑文，三者氣氛不同。正反方皆有各自支持者，而電視劇《白日夢我》為小說改編為電視劇，將人設與故事線有稍作調整，但仍對本劇的聲量與評價有所影響。

## 電視劇歌曲
| 曲序 | 曲目                       |              | 作曲     | 演唱          |
| ---- | -------------------------- | ------------ | -------- | ------------- |
| 1.   | 〈白日夢我〉（片頭曲）     | 夏風顏 金小K | 岑思源   | 弱水WeakWaves |
| 2.   | 〈倦鳥歸林〉（情感主題曲） | 夏風顏       | 岑思源   | 龔子婕        |
| 3.   | 〈白日夢〉（插曲）         | 莊達菲       | 莊達菲   | 莊達菲        |
| 4.   | 〈再次見到你〉（插曲）     | 十八海里     | 十八海里 | 顏由興        |
| 5.   | 〈時光夢花〉（片尾曲）     | 夏風顏       | 黎栩晴   | 孟慧圓        |

## 外部連結
- 白日夢我的新浪微博
- 豆瓣电影上《白日夢我》的資料 （简体中文）
- YouTube上的《白日夢我》全集